# Friedrich August Cartheuser
Friedrich August Cartheuser (* 1734 in Halle (Saale); † 12. Dezember 1796 in Schierstein) war ein deutscher Chemiker und Pharmazeut.
Friedrich August Cartheuser war ein Sohn von Johann Friedrich Cartheuser. Er wurde in Frankfurt (Oder) Doktor der Medizin und Professor der Naturlehre in Gießen. Später war er darmstädtischer Bergrat und nassauischer Geheimrat.

## Werke (Auswahl)
- Elementa mineralogiae systematicae. 1755
- Elementa Oryctographiae. 1755